# Sayed Dhiya Saeed
Sayed Dhiya Saeed (arab. سيد ضياء سيد سعيد; ur. 17 lipca 1992 w Al-Muharrak) – bahrajński piłkarz grający na pozycji pomocnika. Od 2017 jest zawodnikiem klubu Al-Nasr Ardiya.

## Kariera piłkarska
Swoją karierę piłkarską Saeed rozpoczął w klubie Al-Muharraq, w którym w 2008 roku zadebiutował w pierwszej lidze bahrajńskiej. Wraz z Al-Muharraq wywalczył dwa mistrzostwa Bahrajnu (2008/2009, 2010/2011), trzy wicemistrzostwa (2009/2010, 2011/2012, 2012/2013) oraz zdobył cztery Puchary Bahrajnu (2008/2009, 2010/2011, 2011/2012, 2012/2013).
W 2014 roku Saeed odszedł do Riffa SC, z którym w sezonie 2016/2017 wywalczył wicemistrzostwo Bahrajnu. W 2017 przeszedł do kuwejckiego Al-Nasr Ardiya.

## Kariera reprezentacyjna
W reprezentacji Bahrajnu Saeed zadebiutował 6 września 2011 w wygranym 2:0 meczu eliminacji do MŚ 2014 z Indonezją. W 2015 roku został powołany do kadry na Puchar Azji 2015, a w 2019 na Puchar Azji 2019.